# WP Pilot
Pilot WP (wcześniej pod nazwą Netvi i Videostar) – polska platforma telewizji internetowej. Platforma umożliwia oglądanie kanałów telewizyjnych w systemie live streaming (na żywo) w przeglądarce internetowej, przez Wi-Fi lub 5G w aplikacji mobilnej na urządzeniach przenośnych z systemem Android i iOS oraz w telewizorach typu Smart TV. Konkurencję dla platformy stanowią usługa Canal+ Online, TVP GO i TVP Stream oraz działy z kanałami na żywo serwisów VOD Polsat Box Go (dawniej ipla), TVP VOD i Player.pl.

## O serwisie
Serwis oferuje jeden pakiet kanałów za darmo oraz 4 płatne pakiety tematyczne. Aplikacja umożliwia dostęp do 80 kanałów telewizyjnych.
21 lipca 2014 zmieniono nazwę na Videostar i dołączono 5 nowych stacji. Pod koniec 2016 roku Wirtualna Polska kupiła spółkę Netwizor za 2,27 mln zł, a w połowie 2017 r. platforma zmieniła nazwę na WP Pilot. Od 20 marca 2018 r. WP Pilot udostępniono w całej Unii Europejskiej po wejściu w życie przepisów ws. transgranicznego przenoszenie usług internetowych.
W kwietniu 2021 r. WP Pilot udostępniono w Norwegii i Islandii.
Od 1 lipca 2021 platforma oferuje do wyboru nowy pakiet, w którym oferta telewizji linearnej (na żywo) połączona jest z biblioteką VOD serwisu cineman.pl, należącego do Monolith Films -  jednego z największych niezależnych dystrybutorów filmowych w Polsce. Tak, jak inne pakiety, również i ten jest dostępny wyłącznie w modelu subskrypcyjnym obejmującym co najmniej jeden miesiąc liczony od momentu dokonania wpłaty. Dodatkowo w tym samym czasie do swojej oferty platforma dodała trzy nowe kanały - History, History 2 i Crime+Investigation. 18 kwietnia 2023 do oferty platformy został dodany kanał Puls 2.  

## Dostępność
Platforma jest dostępna w następujących państwach i terytoriach:
- Austria,
- Belgia,
- Bułgaria,
- Chorwacja,
- Cypr,
- Czechy,
- Dania,
- Estonia,
- Finlandia,
- Francja,
- Gibraltar,
- Grecja,
- Hiszpania,
- Holandia,
- Irlandia,
- Islandia,
- Litwa,
- Luksemburg,
- Łotwa,
- Malta,
- Niemcy,
- Norwegia,
- Portugalia,
- Rumunia,
- Słowacja,
- Słowenia,
- Szwecja,
- Węgry,
- Włochy.